# Rosa Zárate
Rosa Zárate (Quito, Equador, 1763 - Ibídem, 1813), va ser una feminista equatoriana involucrada en el procés de revolucions independentistes de segle xix a Amèrica Llatina.

## Biografia
Rosa Zárate, filla de Mariana Ontaneda Orbe i Gabriel Zárate Gardea. Es va casar amb Nicolás de la Peña Maldonado. Ella i el seu marit es van dedicar a lluitar per la independència de la República, és considerada una de les dones emblemàtiques de la independència juntament amb Manuela Cañizares, instant al seu espòs i amics en la lluita per la llibertat.
Va ser acusada doblement per concubinat amb Nicolás de la Peña i un altre per assassinat el 1795.
Ella va estar present en la defensa dels barris de Quito després de la matança del 2 d'agost de 1810. Es van fer presents en l'atac en contra del Conde Manuel Ruiz Urries de Castilla, que va ser arrossegat pel Cabildo, apunyalat i encadenat al lloc on va morir tres dies després.
En 1813 va sorgir una repressió on hi va haver diversos perseguits polítics, entre ells Rosa Zárate, Nicolás de la Peña i la seva nora Rosaura Vélez. Es van veure obligats a sortir de Quito i marxar per les selves rumb a Esmeraldas.
El 17 de juliol de 1813, als voltants de La Tola i Esmeraldas va ser capturada al costat del seu marit per Toribio Montes, que va ordenar degollar i col·locar els seus caps en pals en una plaça principal a manera d'escarment.
El professor Fernando Jurado Noboa, en el llibre Esclavitud en la costa pacífica anota que després d'oposar tenaç resistència, cauen presoners el grup de Peña i el 4 de juliol de 1813 es va se'ls afusellar a Tumaco, complint-se així la sentència dictada pel fiscal San Miquel, el 20 de març de 1813, donant fi a la vida heroica d'aquells rebels de la Revolució de Quito.
En memòria de Rosa Zárate, s'han nomenat alguns centres educatius femenins a tot el país, com la principal escola de nenes del cantó Salcedo, i la capçalera cantonal d'un cantó de Las Esmeraldas.